# بيل بيكسبي
بيل بيكسبي (بالإنجليزية: Bill Bixby)‏ (من 22 يناير 1934 إلى 21 نوفمبر 1993) كان ممثل سينمائي ومخرج تلفزيوني أمريكي. اشتهر بدوره في مسلسل العملاق العجيب (بالإنجليزية: The Incredible Hulk)‏.

## السيرة الذاتية

### السنوات الأولى
ولد بيكسبي، الجيل الرابع من أصل إنجليزي، في سان فرانسيسكو، كاليفورنيا. كان والده، ويلفريد بيلي إيفرت بيكسبي الابن، وهو موظف في متجر والدته، جين (مكفارلاند نيي) بيكسبي، وكان أحد كبار المديرين في الشركة وMagnin I.. النشر والده عندما كان في الثامنة بيكسبي، في البحرية الأمريكية خلال الحرب العالمية الثانية وسافر إلى جنوب المحيط الهادئ. وقال أنه حضر لويل مدرسة ثانوية حيث وضعت الخطابة ومهاراته المثيرة كعضو في جمعية الطب الشرعي لويل. على الرغم من أنه تلقى الدرجات فقط المتوسط، كما شارك أيضا في خطاب عالية البطولات المدرسية على المستوى الإقليمي. بعد التخرج من المدرسة الثانوية في عام 1952، ضد رغبة والديه، تخصص في الدراما في مدينة سان فرانسيسكو كلية، حيث كان زميل لي في المستقبل الممثلة ميريويذر. في وقت لاحق، وقال أنه حضر في جامعة كاليفورنيا، بيركلي، الأم والديه ألما، وانضم إلى الأخوة فاي ثيتا دلتا هناك. انخفض بيكسبي فقط أربعة القروض القصيرة لكسب درجة، للخروج من الكلية وانضمت الولايات المتحدة قوات مشاة البحرية بعد الذي تجري صياغته في جيش الولايات المتحدة أثناء الحرب الكورية. خدم في الولايات المتحدة الأمريكية بيكسبي الواجب في مشاة البحرية وبتسريحه.

### بدايته مع التمثيل
في عام 1961، وكان في بيكسبي صديق الفتى الموسيقية في مسرح سيفيك ديترويت، والعودة إلى هوليوود لجعل أول مباراة له على حلقة تلفزيونية من العديد من يحب من جيليس دوبي. أصبح لاعبا شخصية تحظى باحترام كبير والضيف نجمة في العديد من المسلسلات التلفزيونية بما في ذلك 1960s كيسي بن منطقة الشفق، وعرض أندي جريفيث، والدكتور كيلدير Hennesey. كما انضم إلى المدلى بها من عرض جوي بيشوب في عام 1962. خلال 1970s، وقال أنه على استضافة مباراة المسلسلات التلفزيونية مثل أيرونسايد، أنسايت، ساحل البربر، وقارب الحب، المركز الطبي، وأربعة حلقات الحب، النمط الأمريكي، وجزيرة الخيال، وحلقتين من كل شوارع سان فرانسيسكو، ومعرض ليلة رود Serling ل.
ثم انتقل إلى هوليوود، حيث كان لديه سلسلة من وظائف غريبة والتي شملت مندوب خدمات الإنقاذ. قام بتنظيم معارض في منتجع في جاكسون هول، وايومنغ. في عام 1959، تم التعاقد معه للعمل كنموذج وللقيام بعمل تجاري لشركة جنرال موتورز وكرايسلر.

### بلدي المفضل المريخ وأدوار أخرى في وقت مبكر
استغرق بيكسبي دور الشباب المراسل تيم أوهارا في المسرحية الهزلية سي بي إس عام 1963، المريخ المفضلة، والذي يشارك في بطولته مع الستون راي. ولكن بحلول عام 1966، أجبر ارتفاع تكاليف الإنتاج إلى سلسلة وصل إلى نهايته بعد 107 حلقة. بعد إلغاء المريخ، تألق بيكسبي في أربعة أفلام: ركوب بعدها طبيب، الانتقام، كنت قد حصلت على أن تمزح، واثنين من الأفلام ألفيس بريسلي، Clambake، وسباق الدراجات النارية. التفت إلى أسفل دور مارلو توماس وصديقها في فتاة الناجحة التي ولعب دور البطولة في اثنين من الطيارين فشلت.

### وتودد من الأب إدي
مع وتودد من الأب إدي النجوم المشاركين، وبراندون كروس Umeki ميوشي
في عام 1969، تألق في ولايته الثانية بيكسبي دور التلفزيون رفيعة المستوى، وتوم كوربيت في وتودد من الأب إدي كوميديا دراما على ABC. يتعلق سلسلة أب أرمل تربية ابنه الصغير، وإدارة مجلة مجمع كبير بينما في نفس الوقت محاولة لإعادة تأسيس نفسه على الساحة التي يرجع تاريخها. وكان هذا المسلسل في الوريد من 1960s و 1970s المسلسلات الأخرى التي تعاملت مع الترمل، مثل ذا آندي غريفيث شو وأبنائي الثلاثة، وشأنا أسريا. وقد لعبت إيدي من الممثل المبتدئ براندون كروز. وضعت الزوج علاقة الوثيقة التي ترجمت إلى الصداقة بعيدا عن الكاميرا أيضا. تم تقريب المدلى بها من قبل الحائز على جائزة الأوسكار الممثلة ميوشي Umeki، الذي لعب دور مدبرة منزل توم، والسيدة ليفينغستون، جيمس Komack (واحد من المنتجين في سلسلة ') والمصلح نورمان (توم الزائفة الهبي، ومصور ملتوي) والممثلة كريستينا هولندا أمينا توم، تينا. حلقة واحدة من العرض يشارك في بطولته زوجة بيكسبي في المستقبل، بريندا بينيت، باعتبارها واحدة من الصديقات توم.
ورشح لجائزة بيكسبي إيمي لأفضل ممثل الرصاص في مسلسل كوميدي عام 1971. في السنة التالية، فاز في جائزة الآباء وبدون شركاء الخدمة المثالية لعام 1972.
جعل بيكسبي مديري أول ظهور له على العرض في عام 1970، وتوجيه ثماني حلقات. إلغاء ABC المسرحية الهزلية في عام 1972 في نهاية الموسم الثالث.
بعد تم إلغاء العرض، وظلت بيكسبي كروز على اتصال. وكان كروز حتى ضيفا على سلسلة ضرب بيكسبي ل، لا تصدق الهيكل. وفاة طفل في بيكسبي فقط، في عام 1981، ووجه بيكسبي وكروز لا تزال أقرب. والاثنان البقاء على اتصال حتى الموت بيكسبي في عام 1993. في عام 1995، وكروز باسمه ابن لينكولن بيكسبي كروز.

## وصلات خارجية
- بيل بيكسبي على موقع IMDb (الإنجليزية)
- بيل بيكسبي على موقع روتن توميتوز (الإنجليزية)
- بيل بيكسبي على موقع ألو سيني (الفرنسية)
- بيل بيكسبي على موقع تيرنر كلاسيك موفيز (الإنجليزية)
- بيل بيكسبي على موقع أول موفي (الإنجليزية)
- بيل بيكسبي على موقع قاعدة بيانات برودواي على الإنترنت (الإنجليزية)
- بيل بيكسبي على موقع قاعدة بيانات الأفلام السويدية (السويدية)
- بيل بيكسبي على موقع إن إن دي بي (الإنجليزية)
- بيل بيكسبي على موقع قاعدة بيانات الفيلم (الإنجليزية)
- بيل بيكسبي على موقع كينوبويسك (الروسية)
- بيل بيكسبي في قاعدة بيانات أقل من برودواي على الإنترنت